# Yassı kadayıf

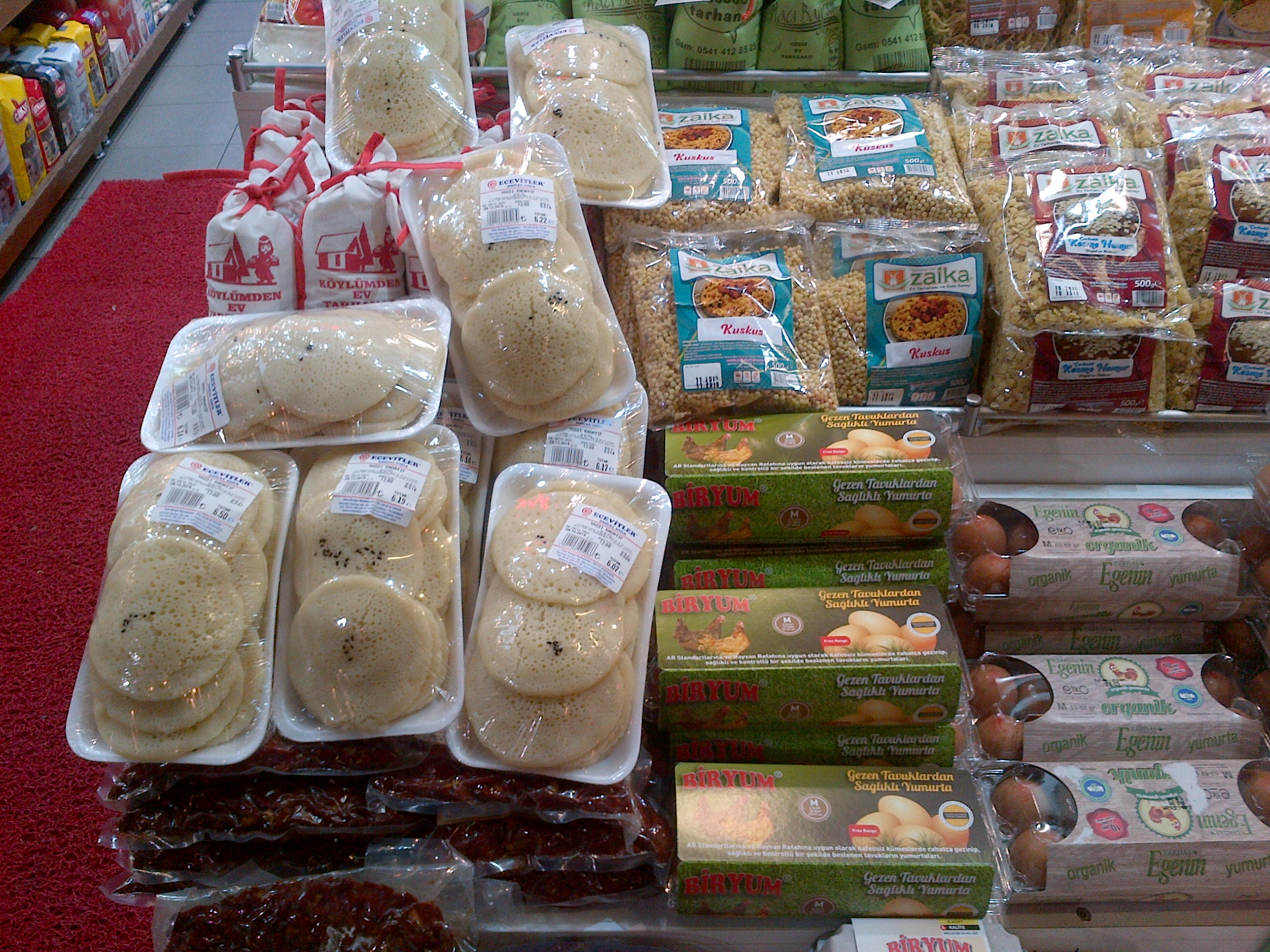
Yassı kadayıf, em frente, à esquerda, para venda (para terminar de cozinhar em casa) no Mercado Histórico de Kadıköy, Istambul.

Yassı kadayıf é uma sobremesa turca (p. 247) semelhante a qatayef. Juntamente com ekmek kadayıfı e tel kadayıf (kadaif), é uma das três sobremesas com o nome "kadayıf" em turco. (p. 534) Sua forma é redonda. (Yassı significa "plano", "esmagado" em turco.)